# José Pignatelli
José María Pignatelli (Zaragoza, España, 27 de diciembre de 1737 - † Roma, Italia, 15 de noviembre de 1811) fue un jesuita español de familia italiana que contribuyó a la restauración de la Compañía de Jesús. Es considerado santo por la Iglesia católica.

## Biografía
Era hijo de Antonio Pignatelli de Aragón, príncipe del Sacro Imperio Romano Germánico y de Francisca Moncayo y Fernández de Heredia, siendo el séptimo de sus ocho hijos, de los cuales uno era el político aragonés Ramón Pignatelli (Zaragoza, 18 de abril de 1734 - íd., 30 de junio de 1793). Estudió Humanidades en el colegio jesuita de Zaragoza.
Ingresó al noviciado de la Compañía de Jesús en Tarragona en 1753. En 1771, ya expulsados los jesuitas de España en 1767, profesó definitivamente. En 1803 fue nombrado provincial de los jesuitas en Italia. Fue una pieza clave para la restauración de la orden jesuita pero no pudo verlo, ya que falleció en 1811 y la Orden fue formalmente restaurada en 1814 por el papa y en 1815 en España por Fernando VII. Sus restos reposan en Roma en la Iglesia del Gesù.
Fue beatificado por Pío XI el 21 de mayo de 1933 y canonizado por Pío XII el 12 de junio de 1954. 